# Frydenlund
 For alternative betydninger, se Frydenlund (flertydig). (Se også artikler, som begynder med Frydenlund)
Frydenlund (Slot) var en kongelig lystejendom i Vedbæk Sogn opført i 1669 og udvidet i 1722-1723 med en karakteristisk ottekantet centralbygning tegnet af arkitekt J.C. Krieger. Carl Christian Erdmann af Württemberg-Oels boede fra 1740 til 1760 på slottet med sin hustru.
Slottet blev restaureret, og kong Frederik V gav det som bryllupsgave til Caroline Mathilde, da hun blev gift med Christian 7. i 1766. 1770 blev et nyt palæ af træ opført i Lille Dyrehave ved C.F. Harsdorff. Harsdorffs palæ nedbrændte i 1793, og samme år blev Kriegers hus restaureret ved J.H. Rawert. En restaurering fulgte i 1840, og anlægget blev restaureret og ombygget af Carl Brummer og V.J. Mørk-Hansen i 1907-1908 og i 1930 ved Ole Falkentorp.
Slottet er gengivet i Laurids de Thurahs Den Danske Vitruvius.
Blandt ejerne er Victor Borge og Haldor Topsøe. Slottet ejes i dag af familien Topsøe gennem Frydenlund Ejendomsselskab ApS.
På Struensees tid blev der anlagt en vej fra Frydenlund Slot til Hirschholm Slot (Hørsholm Slot). Vejen blev brugt af Caroline Mathilde. Den hedder Caroline Mathildestien. Vejen blev nedlagt i 1772 efter Struensees fald.

## Fredninger
Hovedbygningen samt side- og indkørselsbygninger blev fredet i 1918. I fredningsbeskrivelsen konkluderes at Frydenlunds bærende fredningsværdier knytter sig til det aksefaste og symmetriske bygningsanlæg bestående af en fritliggende hovedbygning flankeret af indkørselsbygninger og sidebygninger, der repræsenterer et 1700-tals landsted i udsøgte rammer.   
De 36 hektar omkring Frydenlund blev fredet i 1963. Det var en frivillig fredning oprettet af ejeren Haldor Topsøe. Området er udlagt til frugtplantage,  men der er også åbne græsarealer og marker.

## Ejerliste
- -1669: H. Ehm (kobbermølle)
- 1670-1683: M. Friis
- 17xx-17xx: Conrad Reventlow
- 17xx-17xx: Anna Sophie Reventlow
- 17xx-1793: Kronen
- 1793-1803: Carl Adolf Boheman
- 1803-1813: Wilhelm Bernhard von Linstow
- 1813-1840: Cecilie M.E. Schouw
- 1840-1843: H. Outzen Bjørn
- 1843-1846: J.L. Gottlieb
- 1846-1875: Gertrudine Rieffestahl
- 1875-1905: Ludvig Castenskiold
- 1905-1907: Boet efter Ludvig Castenskiold
- 1907-1929: C.B. Thøgersen, grosserer
- 1929-1952: Geo. K. Schiørring
- 1952-1957: Boet efter Geo. K. Schiørring
- 1957-1960: Victor Borge
- 1960-2013: Haldor Topsøe
- 2013-2015: Boet efter Haldor Topsøe
- 2015-nu: Frydenlund Ejendomsselskab ApS